# Candy shop (canción de Madonna)
«Candy Shop» —en español: «Dulcería» o «Confitería»— es una canción de la artista estadounidense Madonna, compuesta y producida por ella y Pharrell Williams para su undécimo álbum de estudio Hard Candy (2008). La canción contiene cierta influencia hip hop en la última estrofa, pero el género predominante es el pop. Fue una de las primeras pistas compuestas para el álbum.

## Información general
«Candy Shop» es la primera canción que Madonna compuso con Pharrel Williams para Hard Candy. En un principio la canción recibió el actual nombre; sin embargo, este se cambió a «Candy Store» y nuevamente fue cambiado a «Candy Shop» por razones desconocidas. De todas formas, en la letra se mencionan ambos modos.
Esta canción es la favorita de Madonna, aunque no fuese sencillo del álbum; ya que este es el segundo álbum que tiene su segunda canción como sencillo y la primera no, el primero fue Bedtime Stories (1994). Aun así Madonna se inspiró en esta canción para nombrar al álbum de estudio Hard Candy a pesar de que Warner Bros pretendía llamarlo Give it 2 Me. Así mismo consiguió que la canción fuera la que diera apertura al álbum.
Sobre la canción, Madonna ha comentado lo siguiente:

Esta es la primera canción que escribí con Pharrell. Es una de mis favoritas del disco. Personifica mi estado de ánimo mientras grababa el disco. Puedes encontrar muchas cosas en una tienda de dulces.

Tales afirmaciones de Madonna hay que tomarlas como ambiguas o pícaras, pues parece evidente que la palabra «candy» significaría «sexo» o más genéricamente «amor», por lo que el tema de la canción sería una invitación o insinuación sexual, pues la canción trata sobre una invitación o bienvenida a la «tienda de dulces» de Madonna, la canción contiene un estilo hip hop con efectos electrónicos y sintetizadores, que la convierten en la mejor canción para dar inicio al álbum.
«Candy Shop» fue la primera canción del álbum que pudo ser escuchada gracias a su filtración a Internet en septiembre de 2007. Dicha versión era un fragmento de la canción de mala calidad en el que se podía escuchar el estribillo. Tras su filtración, dicha demo recibió todo tipo de comentarios aunque la mayoría eran negativos; esto retrasó el lanzamiento del álbum que se tenía pensado para finales de 2007 y se descartó por completo la idea de que «Candy Shop» llegara a ser el primer sencillo del álbum. Asimismo, meses más tarde, a finales de 2007 la versión oficial de la canción se filtró a la web completa y con una calidad muy alta a pesar de que el lanzamiento de Hard Candy fue hasta finales de abril de 2008.

## Presentaciones en directo

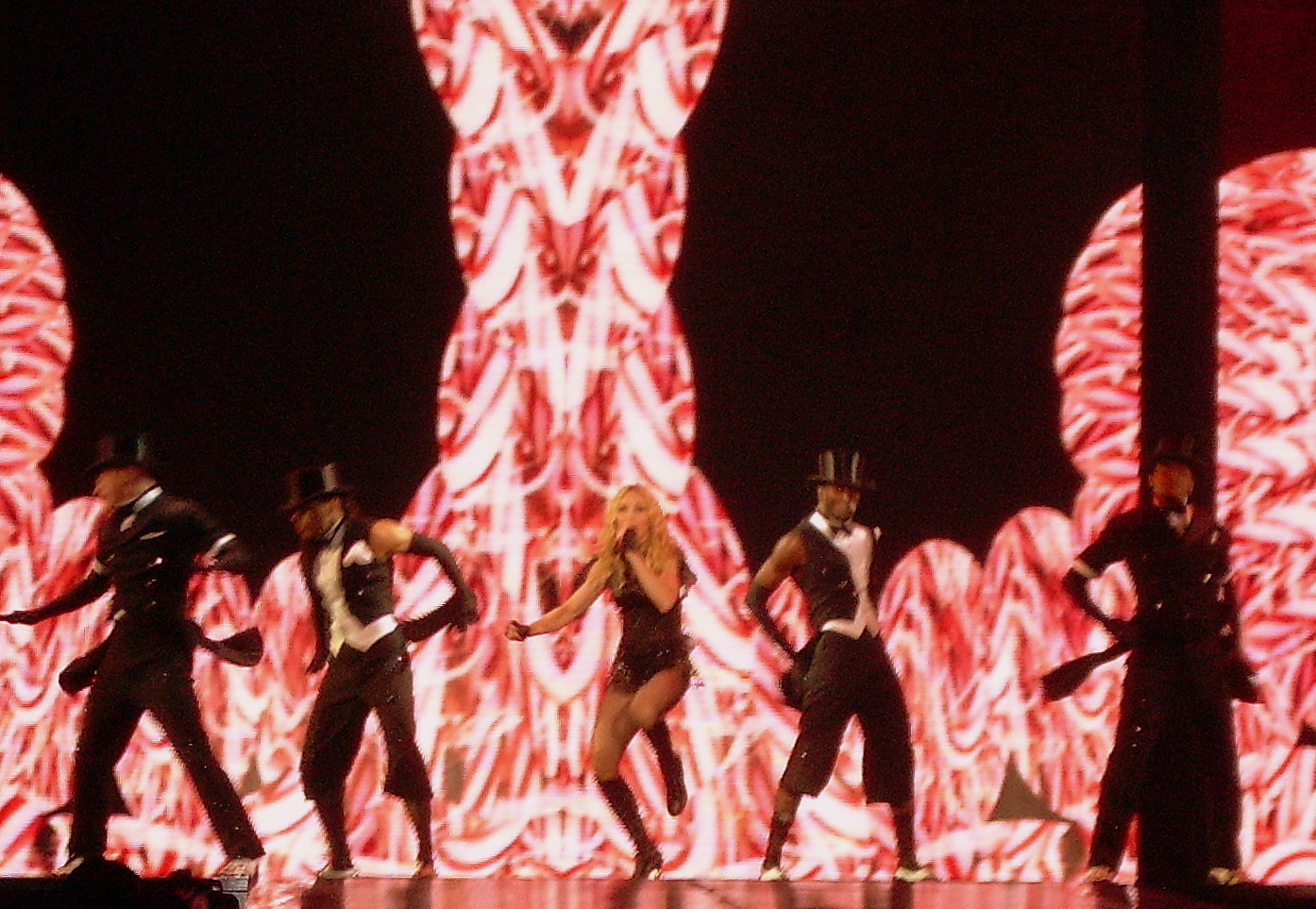
Madonna interpretando «Candy Shop» durante ña gira Sticky & Sweet Tour, en 2008.

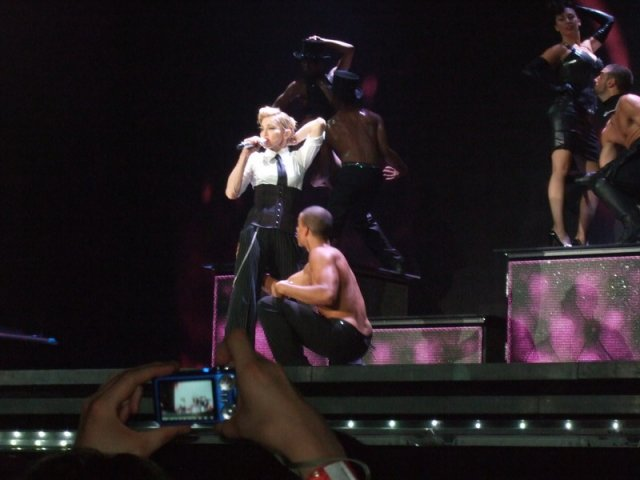
Madonna interpretando «Candy Shop» durante su The MDNA Tour.

Madonna interpretó «Candy Shop» en tres de sus giras mundiales. Durante los conciertos promocionales de Hard Candy, la canción sirvió como apertura del espectáculo, donde Madonna salía al escenario sentada en una especie de trono en forma de «M» con un bastón. En cuanto a la vestimenta traía un saco y pantalón negro con unas botas largas con agujetas blancas, parecidas a las del vídeo musical de «4 Minutes». Mientras Madonna cantaba, las pantallas reproducían imágenes de caramelos. Durante esta presentación Madonna estuvo acompañada de varios bailarines. Al finalizar la canción, Madonna presentó «Miles Away». 
La canción también fue utilizada para la apertura de la gira musical Sticky & Sweet Tour (2008-2009). La actuación es muy similar a la de los conciertos promocionales de Hard Candy. Después del vídeo en animación 3D, llamado «The Sweet Manchine», donde se muestra la fabricación de caramelos, Madonna sale al escenario en un trono en forma de «M», con la misma coreografía. La canción es seguida por «Beat Goes On».
En 2012, la presentó en The MDNA Tour, en el tercer acto de la gira, después de «Vogue» y con elementos de «Ashamed of Myself» de Kelley Pollar y «Erotica». Tres años después, el tema se incluyó en el repertorio del Rebel Heart Tour, la décima gira de Madonna. En esta ocasión, formó parte del cuarto acto del espectáculo, de temática festiva de los años 1920.

## Formatos
| Descarga digital |                                  |          |  |
| N.º              | Título                           | Duración |  |
| 1.               | «Candy Shop» (versión del álbum) | 4:15     |  |